# Рашків (Дністровський район)
Ра́шків — село в Україні, у Рукшинській сільській територіальній громаді Дністровського району Чернівецької області. Населення становить 1120 осіб.

## Географія
У селі Рашків річка Міоськи Рашківські впадає  у Дністер. Біля села розташована геологічна пам'ятка природи — Стратотип звенигородської свити силуру.

## Історія
За даними на 1859 рік у власницькому селі Хотинського повіту Бессарабської губернії мешкало 905 осіб (422 чоловічої статі та 483 — жіночої), налічувалось 140 дворових господарств, існували православна церква, єврейський молитовний будинок, кордон.
Станом на 1886 рік у власницькому селі Рошкове Рукшинської волості мешкало 1147 осіб, налічувалось 228 дворових господарств, існували православна церква, школа та 2 сукновальні.

## Відомі люди
У селі народилася Івасюк Інна Віталіївна — українська лялькарка.
Мельник Владислав Вадимович засновник компанії ALTSETING Token